# 191丁目駅
191丁目駅（191ちょうめえき、英: 191st Street）は、マンハッタン区ワシントン・ハイツの191丁目とセント・ニコラス・アベニュー交差点に位置するニューヨーク市地下鉄IRTブロードウェイ-7番街線の駅である。1系統が終日停車する。

## 歴史

### 建設

#### 駅
最初の地下鉄のウェスト・サイド線は、インターボロー・ラピッド・トランジット（IRT）によって建設され、1906年3月12日に、157丁目駅から暫定的に設置された221丁目駅まで延伸された際に駅はなかった。ワシントン・ハイツの人口は路線の建設と共に急速に増加し、過密だった181丁目駅とダイクマン・ストリート駅の間が1,480m（4,802フィート）と距離があったため駅の建設が決まった。地下鉄のプラットホームはブロードウェイとほぼ同じレベルになるため、技師は駅の建設が可能であることを承認した。
駅の建設作業は1909年7月20日に始まった。新しいシャフトの予備作業は1909年8月18日に始まった。これまでの数カ月間に法的および技術的な問題が解決された。20,000立方ヤードを超える岩が爆破されてシャフトから除去された。駅の開通は、駅が開通する前のフォートジョージ地区の開発に拍車をかけると予想されていた。駅の最初のスポンサーはDavid Stewartだった。駅の建設は彼らの土地へのより良いアクセスを求めている不動産所有者によって推進されていた。駅の建設が発表された後、建設が始まる前に、近くの不動産に対する興味は過去2年間存在しなかった後、増加傾向にあった。
マンハッタンのこの地域は人口密度が低いため、当初駅は必要ではないと考えられていたので、工事は難航した。駅の建設で行われた最初の作業は、セント・ニコラス・アベニューの西側にある191丁目の南の空き地にある4つのエレベーターと鋼鉄製の緊急階段を収容するための深さ177フィート（54 m）の敷地の撤去だった。4つのエレベーターは、それらの間にある階段を挟んで、メインシャフトの四隅にあった。緊急階段は、同じくエレベーターが主にアクセスしていた168丁目駅と181丁目駅のものと一緒に、1914年3月23日にダイクマン発電所の問題でエレベーターが機能を停止した後に初めて使用された。階段の使用は極端な混雑をもたらした。
駅の建設の際、プラットホームを収容するために両側でシャフトを沈めることとトンネルの穴を広げることを必要とし、地下鉄の運行を中断することなく行われた。駅のプラットフォームは、既存のトンネルと並んで2つの新しいトンネルを構築し、プラットフォームが完成したらそれらを接続することによって構築された。駅への発破は真夜中から午前5時までに制限されていた。駅のプラットホームは10両編成の急行列車を収容するために地上から150 m（480フィート）下の位置に作られ、今日でも地下鉄内で最も深い位置となった。もともと、古いトンネルアーチの一部は駅の屋根に使われる予定だった。しかし、泥の縫い目の発見と屋根のひび割れの発生により、線路の上に平らな屋根を作り、屋根と屋根の間のスペースをコンクリートで埋める必要があった。

#### 歩行者用トンネルの建設
駅の建設に伴い、フェアビュー・アベニューから西に59フィート（18 m）、ブロードウェイで191丁目とセント・ニコラス・アベニューの駅を接続するために、300フィート（1000フィート）の長さのトンネルが建設された。多くの地下鉄請負業者の弁護士であるJames A. Lynchは、駅へのアクセスを良くするためにトンネル街路の建設を勧告し、地元の不動産所有者と市にそれに資金を提供するよう説得した。その費用は、近所の所有者に彼らの要求によって課された。トンネル街道は76,000ドルで、そのうちIRTは5,000ドルを提供した。その建設に必要とされる地役権の称号は、高速交通法の条項の下ではなく、市憲章の規定に基づく手続において取得された。
1909年10月5日、ワシントンハイツの改善委員会は、リバーサイド・ドライブへの1,900フィート（580 m）の長さのトンネルの建設計画を承認した。 1つはブロードウェイに、もう1つはフォートワシントンアベニューに2つのエレベーターがあり、リバーサイド・ドライブには3つの等級のトンネルへの3つの入り口が提案された。トンネルは両側から退屈していただろう、そして14ヶ月以内に完成すると予想された。
1910年6月、地元の理事会は、ニューヨーク市評議会（NYCBOE）に通りの建設を求める決議を送った。当時、トンネルの半分以上の長さの引当金が取得されていましたが、残りは地役権によって確保されると予想されていた。 NYCBOEは改善の請願書を承認し、12月29日に公聴会を開くことに同意した。市内の他の通りとは異なり、地役権はトンネルの上14フィート（4.3 m）の高さまでしか獲得されなかった。1911年1月に、建設は夏に始まると予想された。地下街の契約は1911年9月9日に行われ、9月25日にロズウェルD.ウィリアムズが率いるベル - ロス契約会社と締結された。1911年10月に、トンネルの建設は1912年4月1日に完成すると予想された。トンネルの建設は1912年1月に始まった。1911年12月に、改善委員会はブロードウェイとベネットを渡って等級でトンネルを西に拡張する計画を承認した。マンハッタンで最も高いポイントであるフォート・ワシントン・アベニューの下のポイントまでトンネルを通って行き、そこからエレベーターに乗っていく。1913年4月に、それは後日拡張されると予想された。トンネルの延長はすぐにその地域を開発すると予想された。そのような拡張について議論されたので、どの機関がエレベータを操作するかに関して疑問が投げかけられた。事故の危険を減らすために、請負業者は丘の上半分までシャフトを沈め、地下鉄の駅に向かって東へ、そしてブロードウェイまで西に向かってトンネルを掘った。
トンネルは1913年3月8日に開通した。トンネルの開会式では、マンハッタン自治区大統領ジョージマカニー、公務員委員会のウィリアムズコミッショナーおよび他の役人は満場一致で通りを「トンネル・ストリート」と命名することを許可した。このトンネルは、歩行者が丘の上にあるセント・ニコラス・アベニューに簡単にアクセスするための手段としても使用されることを意図していた。歩行者はエレベーターを無料で使用することが許可されていた。1913年12月31日、最高裁判所の上訴部は、トンネル建設のための地役権のために行われた報奨の修正を否定する決定を下した。トンネルへの両方の入り口は非常に風が強いので、暴風雨のドアは後にトンネルの両端に設置された。
地下鉄の駅のエレベーターへの接続部では、水面下69 m（225フィート）である。トンネルは急な丘の下に建設され、1/4〜1/3マイル（0.40〜0.54 km）の歩行とアップダウンを防いだ。トンネルが開く前に、利用者は遠回り路線を使用してダイクマン・ストリート駅または181丁目駅のいずれかにアクセスした。トンネルは187丁目とネイグル・アベニューの間の谷のハドソン川への西へのより良いアクセスを提供した。トンネルの中央は幅3.7フィート、高さ3.7メートル、幅6フィート（1.8メートル）、半径6フィート（1.8メートル）のアーチ型の構造である。トンネルは鋼鉄で補強されたコンクリートで造られ、そしてトンネルの通りの端の173フィート（53 m）を除いて堅い岩を通って発掘された。この困難な地形はもはや抑止力とはならないので、トンネルの建設はマンハッタンのこの地域での開発を増加させると予想された。トンネルはマンハッタンでその種の唯一のものだった。トンネルは艶をかけられたタイルと並び、その全長にわたって照らされ、そして常に守られていた。トンネル内は警官がいつも勤務していた。警官はトンネルの両端に駐留していた。ブロードウェイの地下鉄入り口の入り口の階段からのトンネルの勾配は1％で、清掃に使用され、壁の周りに集められた水が下水道を通って地下鉄に排水されることを可能にした。距離はは9.5フィート（2.9 m）となっている。
191丁目とセント・ニコラス・アベニュー交差点の南西にある建物を通る入り口へのアプローチは、この場所での建物の建設と併せてMorgenthau Realty Companyによって再建された。1916年11月に、駅の入口を再建する作業は完了した。

### 開業
1910年6月の時点で、駅は1910年秋に開くと予想されていた。1910年7月18日に、数トンの鉄道がトンネルの屋根を通り抜けて粉体の過充電が開始されたダースの労働者が被害にあった事故は2時間運行を見合わせた。当駅は、1911年1月14日に完全に完成していないにもかかわらず開業となった。地上階に配置されることになっていた切符売り場は完成していなかった。そして切符の販売のための一時的な建屋が造られて改札階に置かれた。ゲストとの特別列車は137丁目-シティ・カレッジ駅から当駅まで走った。駅が開業した時点で、アパートの建物は完成していたが、いくつかの土地はまだ開発のために利用可能であった。ニューヨークタイムズの言葉によると、「191丁目地下鉄駅が開業する前は、187丁目の北側に高級住宅は見つからなかった」。それはフォートジョージ地区が都市の最も選択的なアパート地区のうちの1つになると予想された。
最初の地下鉄の建設のためのニューヨーク市とIRTの間の契約である契約1の修正として行われた駅の建設は381,000ドルの費用がかかった。1つのシャフトの4つのエレベーターのためのスペースはメザニンまでずっと下って行く駅で造られた。しかし、当初は2台のエレベーターしか設置されておらず、他の2台は駅で一度乗ることで正当化された。これらのエレベーターは、Henry Morgenthau Companyによって街に与えられた区画で地上に上がる。エレベーターは1916年末に完成した同社の建物の1つにあった。Henry Morgenthau Companyは不動産開発会社で、駅周辺の不動産の価値を高めることで利益を得ていた。 1915年、駅の利用者はIRTへのエレベーターサービスについて不満を述べた。エレベーターを待つのに、しばしば5分から6分そして時には10分かかると述べた。当時は、夜間と朝の数時間を除いて、エレベーターの乗務員は一人だけだった。
駅が開いた後、壁は黒く染まり、鉄細工は錆で覆われ、壁や天井のセメントの一部は水による損傷で崩れていた。駅の上の岩盤は粘土と頁岩から成っていた。それは地表水が駅の中にしみ込むのを許した。同様の問題が181丁目駅でも発生し、水漏れを直してその駅を防水するのに時間がかかった。この駅には排水路が設置されており、漏水の傾向があった。これらの一時的な修正は、市内の歩行者用トンネルの建設が完了するまで行われた。1912年1月3日、IRT当局者は、問題を解決できない場合には基地局を廃止すると示唆していた。この問題は最終的に解決されたが、1918年にキャナル・ストリート駅でも同様の問題が発生した。
1919年6月10日、1835年以来ベネット家が所有するワシントンハイツの500ロットが最高入札者に売却された。土地の売却は、中流階級に追加の住宅の機会を提供すると期待されていた。 186丁目と187丁目に入口がある、181丁目駅と191丁目駅の間の新しい駅の建設は、これらの2つの停留所で予想される過密状態を緩和し、開発に役立つと期待されていた。ブロードウェイ、ベネット・アベニュー、187丁目で囲まれたブロードウェイブロックはBennettFamilyが所有している。トンネルが深い駅をリバーサイド・ドライブとフォート・ワシントン・アベニューに接続していたでだろう。停車地の建設は「実用的確実性」と考えられていた。
1925年8月13日、ニューヨーク市運輸局（NYCBOT）は、ジョージワシントン高等学校の開校に伴って乗客数が増加したため、駅に2台のエレベーターを追加することを発表した。1925年2月に開校した高校は、駅に毎日3,500人の乗客を追加した。停止時のエレベーターは1915年に1日2,001人の乗客を処理し、1925年には5,187人に200％増加した。プロジェクトの入札は8月28日に完了し、工事はその8ヵ月後に完了する予定であった。1925年10月14日、契約はOtis Elevator Companyに107,865ドルで締結された。その会社が唯一の入札だった。そしてNYCBOTは他の会社がエレベーターにフロアレベリング安全装置を装備する必要性を満たすことができなかったので入札で競争しなかったことを発見した。エレベーターは1926年9月16日に使用開始した。これは市立学校の開校と一致していた。エレベーターの追加は電源の追加を必要とした。

### その後
1948年には103丁目駅から238丁目駅までの各駅でホーム有効長を514フィート (157 m) に延伸する工事が行われ、当駅を含む103丁目駅からダイクマン・ストリート駅までの各駅（125丁目駅を除く）は同年4月6日にホームの延伸が行われた。
1950年12月28日、NYCBOTは地下鉄駅などにシェルターを建設する計画に関する報告を発表した。その発表では当駅を含むワシントン・ハイツの深い位置にある5駅をシェルターとして利用するのが理想的だという意見が載せられていた。この計画には1億400万ドルもの費用が掛かると予想された。このシェルターは従来の爆弾に対して限られた範囲ではあるが保護空間を確保するとともに、爆発の衝撃波や核爆弾の熱や放射線からも市民を保護できると期待された。しかし、駅を避難場所とするためには維持費が嵩み、かつ通常は使われない給水施設や応急処置室、浴室などの設置が必要となるという。
1962年には、2つの駅のエレベーターが交換された。2つのエレベーターの修復のための資金は、1976年のニューヨーク州予算で最初に提供されたが、再割り当てされた。これらのエレベーターとIND8番街線の181丁目駅にあるエレベーターの修復のための資金は940,000ドルだった。1981年に、メトロポリタン・トランスポーテーション・オーソリティ（MTA）は、地下鉄の中で最も劣化している69の駅の中に当駅を挙げた。1983年5月18日に、2つの駅でエレベーターの修復のための入札が出された。
1989年8月21日に、千鳥停車を行う9系統の運行が開始された。9系統運行時間帯では、1系統は通過するようになった。1994年9月4日に日中の千鳥停車運転は廃止されるとともに、1系統が終日停車するようになった。2005年に千鳥停車運転は完全に廃止された。

### 2000年以降
2001年に、非営利団体アッパーマンハッタンは191丁目駅を改善することを推奨した。当時、乗客はプラットホームに着くために長い列を待たなければならなかったが、これは駅のエレベーターのうちの1つか2つだけが通常働いたからである。このグループは、ニューヨーク市運輸局（NYCDOT）に歩行者用トンネルの照明を塗って改善するよう説得し、駅のエレベーターに注意を向けた。MTAの広報担当者によると、3人のエレベーターがラッシュ時の間に稼働しているとされており、そのうちの1台は改装中であるという。担当者はまた駅が2003年に完全に見直されるだろうと述べた。駅は改装プロジェクトのために2003年7月1日から12月31日の間全面閉鎖され、営業休止となった。プロジェクトの間、歩行者用トンネルは閉鎖された。1500万ドルの改装工事は、ニューヨーク市の交通機関の乗務員によって行われた。プロジェクトの一環として、駅のエレベーターがアップグレードされ、新しい照明、セラミックの壁のタイル、花崗岩の床のタイル、新しい公共情報システムが設置され、鋼鉄とコンクリートの支柱が修理された。すべての劣化しているタイルとモザイクはSerpentileによって作られたレプリカに置き換えられた。駅員詰所はプロジェクトの一環として移設された。
2004年にはエレベーターの乗務員が1名に減少した。当初の計画では全乗務員の廃止が盛り込まれていたが、抗議が相次いだため各駅1名残すこととなった。これによって年間約120万ドルの予算削減を達成している。しかし、経営難が続いたため2007年11月にはエレベーターの乗務員を完全に廃止することを発表したが、またもや抗議が相次ぎ、エレベーターの乗務員の廃止は免れることとなった。なお、これによって年間約170万ドルの予算削減が可能であることが明らかになっている。
エレベーターは2020年2月から翌2021年2月まで使用停止となり改修工事が行われた。この期間中はセント・ニコラス・アベニュー側の出入口も閉鎖されていた。

## 駅構造
| G          | 地上階                       | 出入口 (セント・ニコラス・アベニュー側の出口にエレベーターが接続、改札-ホーム間にエレベーターはなし) |
| M          | 改札階                       | 改札口、駅員詰所、メトロカード自動券売機                                                             |
| P ホーム階 | 相対式ホーム、右側ドアが開く | 相対式ホーム、右側ドアが開く                                                                         |
| P ホーム階 | 北行線                       | ← ヴァン・コートランド・パーク-242丁目駅ゆき（ダイクマン・ストリート駅）                             |
| P ホーム階 | 南行線                       | → サウス・フェリー駅ゆき（181丁目駅）→                                                               |
| P ホーム階 | 相対式ホーム、右側ドアが開く | |

駅は相対式ホーム2面2線で、地上から180フィート (55 m) 下にありニューヨーク市地下鉄内で最も深い位置にある駅となっている。北隣のダイクマン・ストリート駅で地上に出るが、標高は当駅の方が高くなっており、同駅に向かって緩やかな下り勾配となっている。
当駅のアートワークはRaul Colonが制作したPrimaveraである。

### 出入口
改札は1か所で、以下の位置に出口がある。
- エレベーター経由、セント・ニコラス・アベニュー-191丁目交差点南西[97][98]
- 連絡通路経由、ブロードウェイ-190丁目交差点東[97]

## 連絡通路

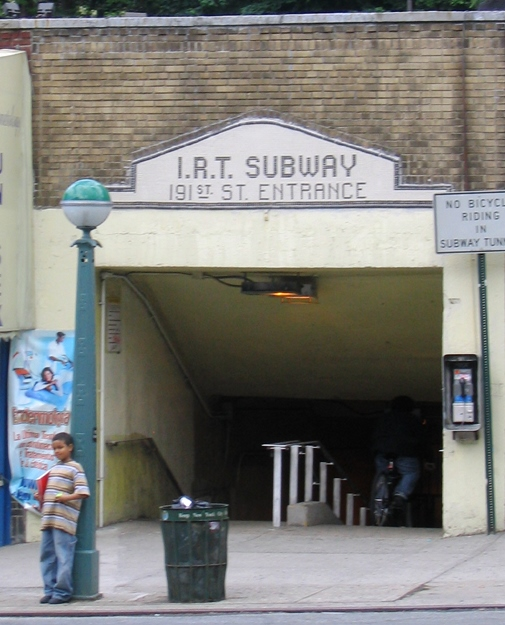
190丁目の入口（2005年撮影）
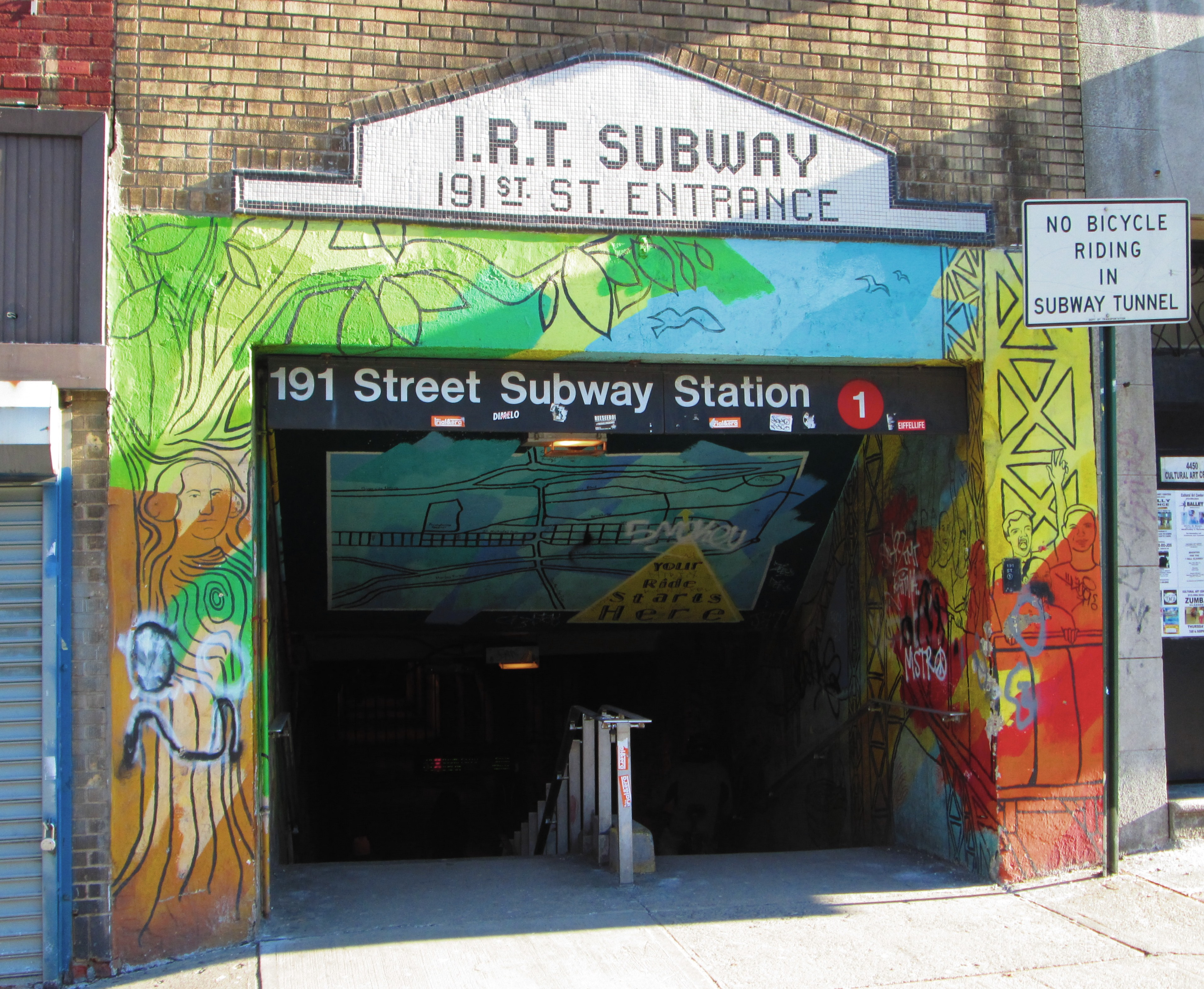
アートワーク（2013年撮影）
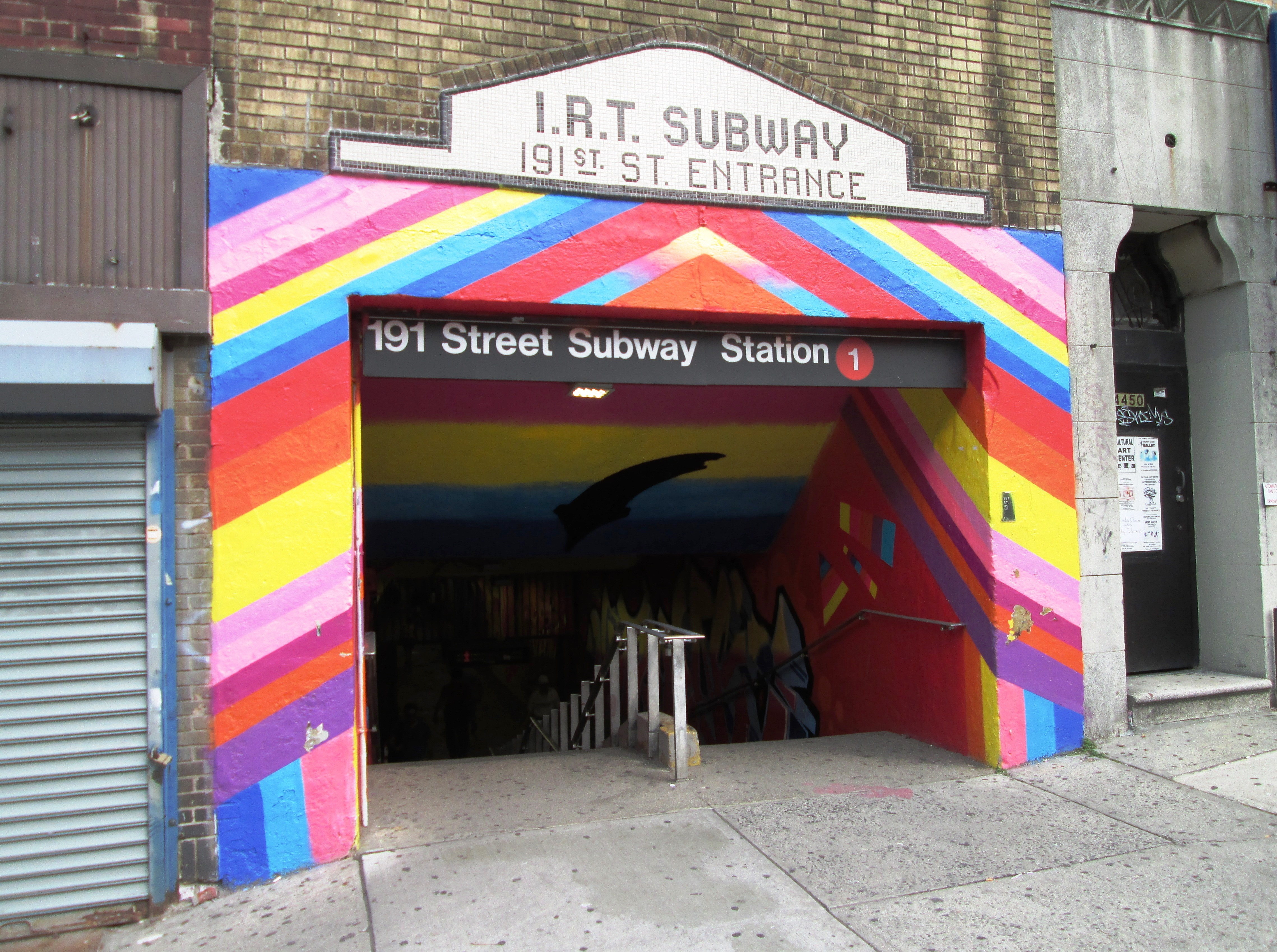
アートワーク変更後（2015年撮影）

駅から190丁目-ブロードウェイ交差点へ出る際には900-フート (270 m) の連絡通路を通る。エレベーター方面からの通路とは改札外で連絡しており、丘を登らず移動が可能である。
連絡通路には2000年代後半に壁画が設置された。"New York is a Rollercoaster"と呼ばれるものだったが、のちに撤去されている。連絡通路には現在、5つのアートワークが設置されている。入口から以下の通りに並んでいる
。
- Queen Andrea制作"Prismatic Power Phrases"
- Jessie UnterhalterとKatey Truhnによる共同制作"Caterpillar Time Travel"
- Cekis制作"It's Like A Jungle/Aveces Es Como Una Jungle"
- Nick Kuszy制作"Warp Zone"
- Cope2制作"Art is Life"

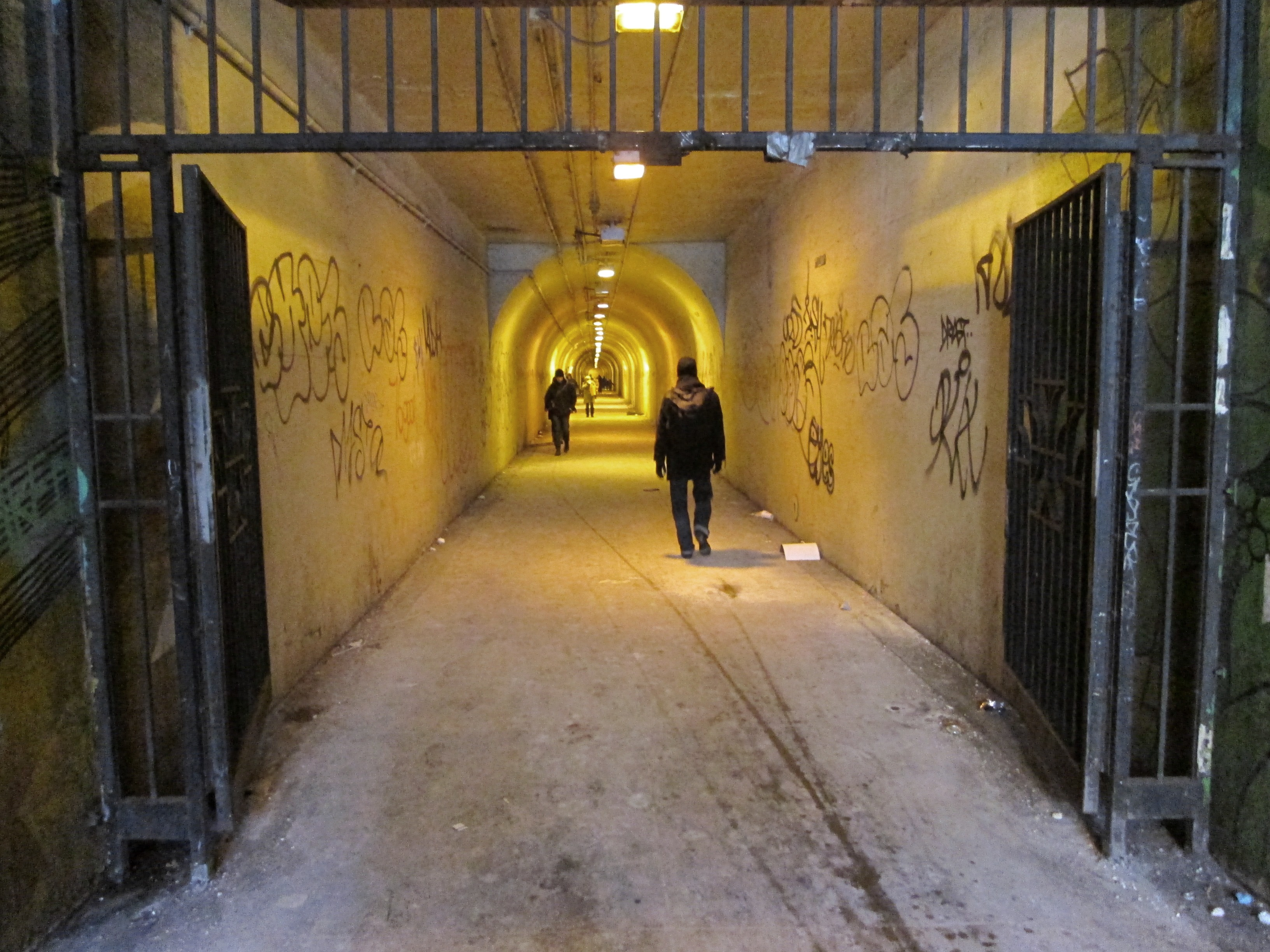
トンネル（2014年、アートワーク設置前）
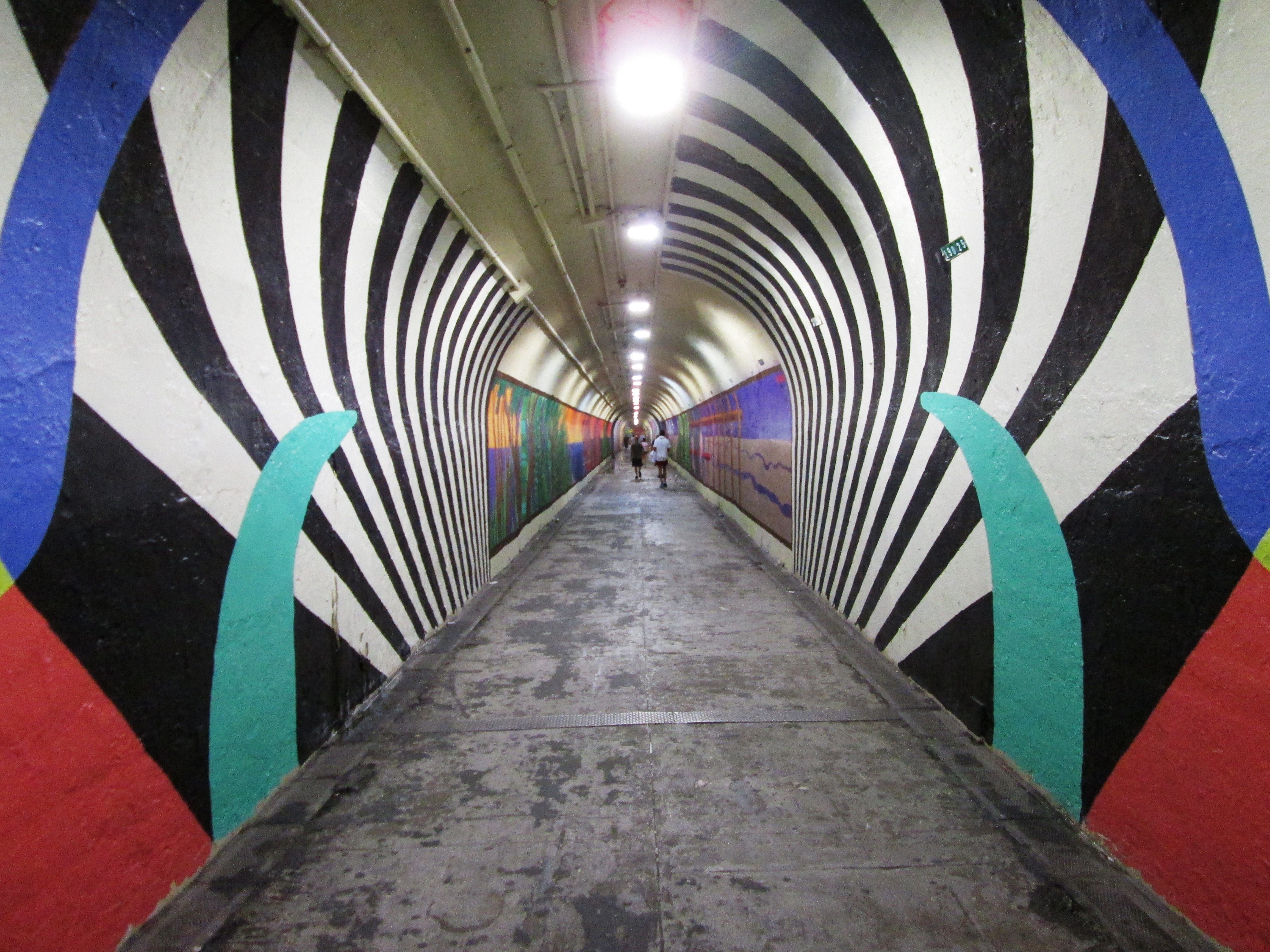
トンネル（2015年）
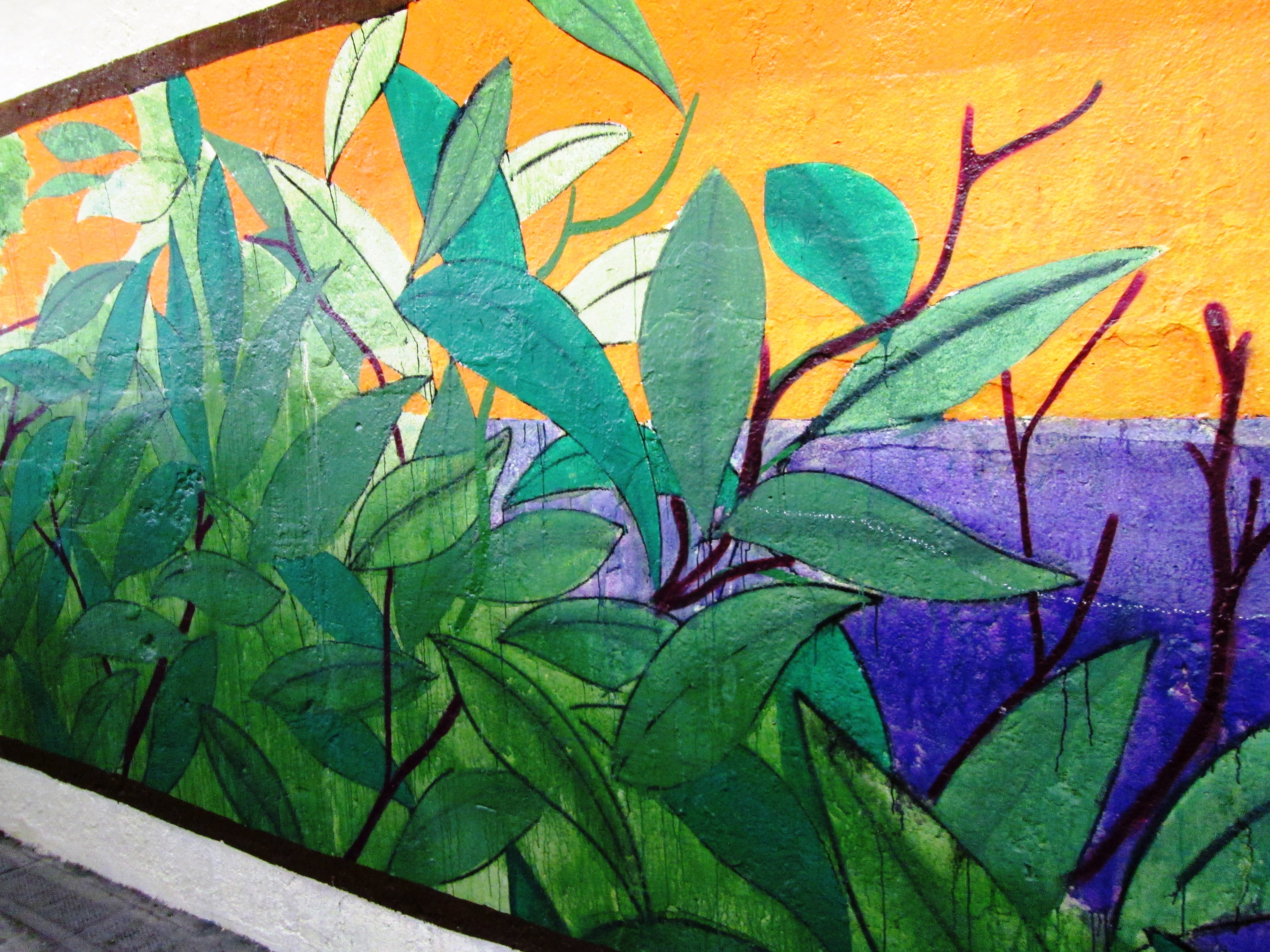
アートワークに描かれた植物
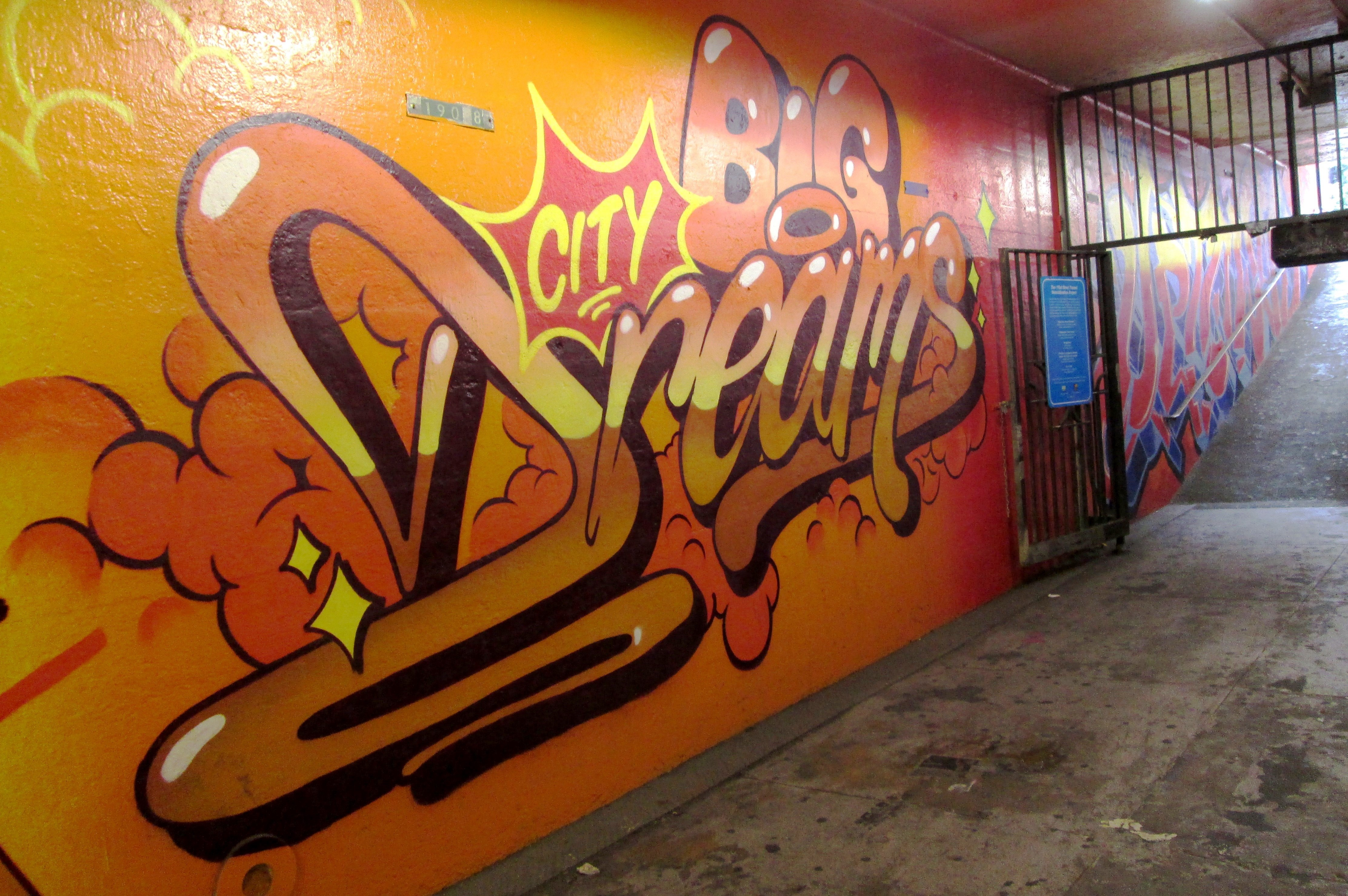
"Big City Dreams"
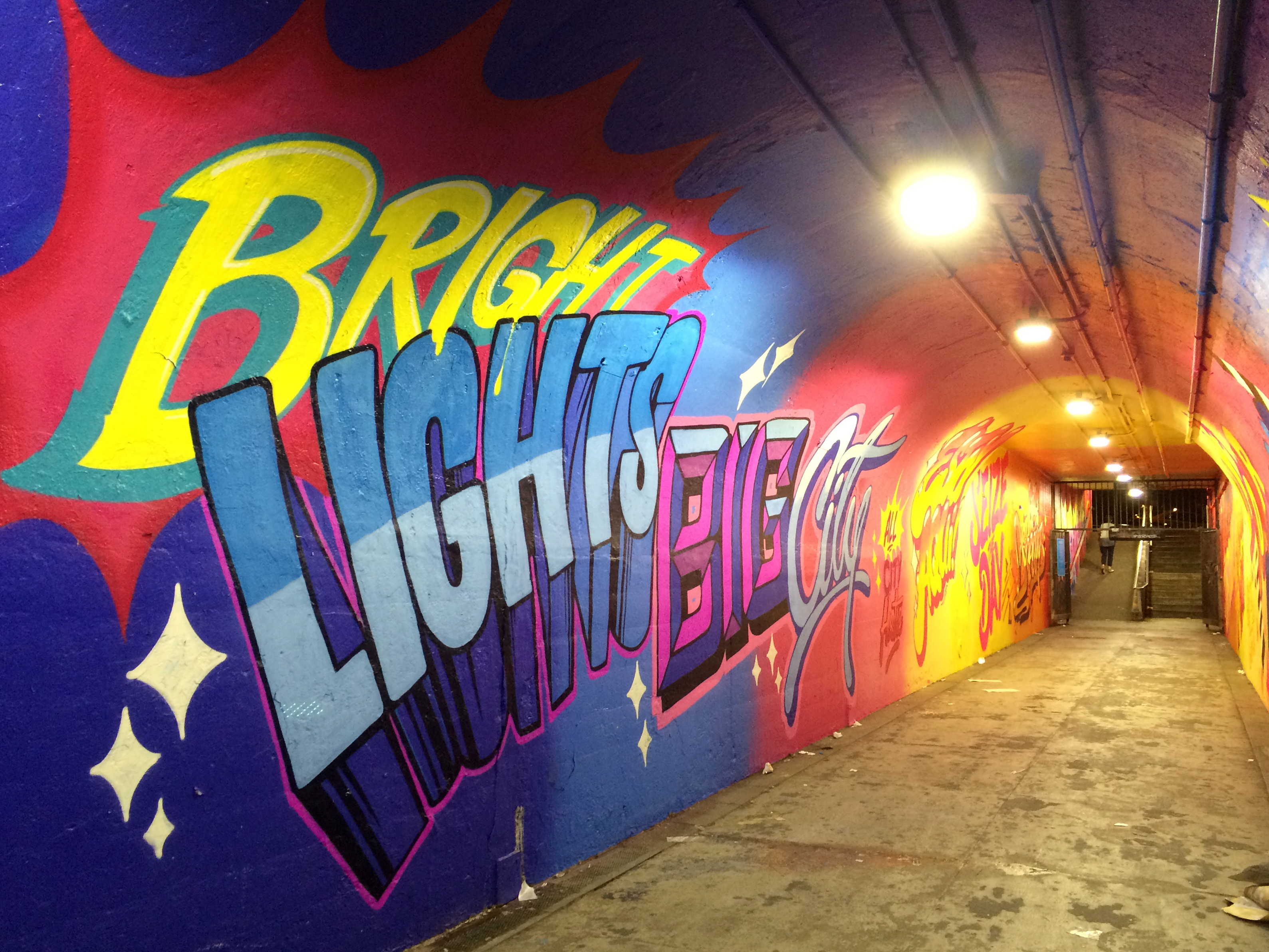
"Bright Light, Big City"
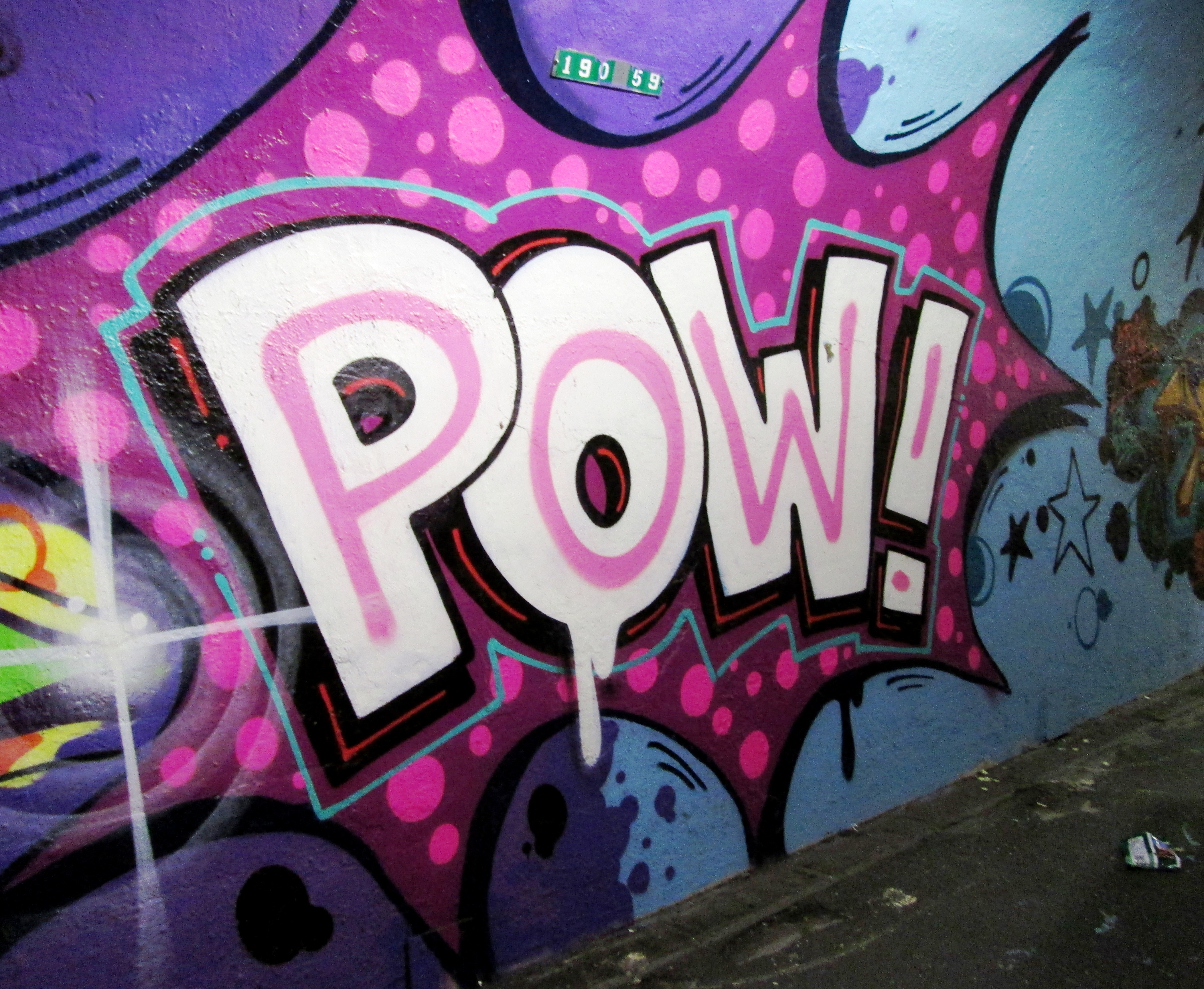
"Pow!"